# چالش‌لار (سنان‌پاشا)
چالش‌لار (به ترکی استانبولی: Çalışlar) یک منطقهٔ مسکونی در ترکیه است که در سنان‌پاشا واقع شده‌است.